# Tomosvaryella botswanae
Tomosvaryella botswanae är en tvåvingeart som beskrevs av De Meyer 1993. Tomosvaryella botswanae ingår i släktet Tomosvaryella och familjen ögonflugor.
Artens utbredningsområde är Botswana. Inga underarter finns listade i Catalogue of Life.